# Elachiptera melinifrons
Elachiptera melinifrons är en tvåvingeart som beskrevs av Julia J. Mlynarek och Wheeler 2008. Elachiptera melinifrons ingår i släktet Elachiptera och familjen fritflugor.
Artens utbredningsområde är Costa Rica. Inga underarter finns listade i Catalogue of Life.